# Головне управління у справах літератури та видавництв
Головне управління у справах літератури та видавництв (офіційно — Головліт, рос. Главлит) — орган державного управління Союзу Радянських Соціалістичних Республік, що здійснював цензуру друкованих творів і захист державних таємниць в засобах масової інформації в період з 1922 по 1991 роки. Назва і підпорядкування цього органу змінювалися, але скорочена назва Головліт зберігалася.

## Цензура у перші роки Радянської влади
Більшовики, які у 1917 році прийшли до влади в Росії, знали на собі значення цензури і тому почали впроваджувати жорстоку ідеологічну диктатуру. Одним із перших декретів був «Декрет про друк», підписаний 9 листопада 1917 В. І. Леніним. Він і став початком згортання свободи слова в Росії. Всі опозиційні газети були поступово закриті за постановами Ради народних комісарів, яка декретом отримала на це право.
Одним із завдань Всеросійської надзвичайної комісії (ВЧК), створеної 20 грудня 1917 року, було боротьба з контрреволюційними друкованими органами.
Більшовицький уряд Росії не припиняв дій по забороні незалежної преси. 29 грудня 1917 року Всеросійський Центральний Виконавчий Комітет прийняв «Декрет про державне видавництво», який централізував видання книг і заклав основи державного цензурування.
Розгортання громадянської зумовило створення військової органів цензури, яка була введена наказом Реввійськради від 23 грудня 1918 року. Згідно «Положення про військову цензуру» у структурі Реввійськради був утворений відділ військової цензури.
Прийняття 21 травня 1919 року положення «Про державне видавництво», згідно якого створювався загальнодержавний апарат друкованого слова — Державне видавництво (Держвидав). У нього входили: видавництво Всеросійського Центрального Виконавчого Комітету, «Комуніста», видавництво Комісаріату освіти, Петроградської та Московської Рад. Цим встановлювався повний контроль за друкованою інформацією. Через рік у Держвидаві було утворено Центральну Редакційну Колегію (Політвідділ), яка розробляла і затверджувала всі видавничі плани, розповсюджувала літературу та проводила «редакторську» роботу.
6 лютого 1922 року ВЧК було реорганізовано Постановою ВЦВК у «Государственное политическое управление» (ГПУ) при НКВС РРФСР яке отримало надзвичайні повноваження, в тому числі за контролем видавництва.

## Створення Головліту
Після закінчення громадянської війни потреби розділення цензурних функцій по різних установах та органах, як це було у воєнний час, вже не було. З метою централізації органів цензури 6 червня 1922 Декретом РНК РРФСР було схвалене «Положення про Головне управління у справах літератури і видавництва (Головліт)» при Наркомосі РРФСР і його місцеві органи. Органи ГПУ мали боротися з розповсюдженням видань, які не дозволені Головлітом, їх вилученням.
На Головліт покладалося:
- попередній перегляд всіх призначених до опублікування або розповсюдження творів як рукописних, так і друкованих, видань періодичних і неперіодичних, знімків, малюнків, карт тощо;
- видача дозволу на право видання окремих творів, а також періодичних і неперіодичних органів;
- створення списків творів, заборонених до продажу і розповсюдження;
- видання правил, розпоряджень і інструкцій у справах друку, видавництв, друкарень, бібліотек і книжкових магазинів.

Головліт отримав право на заборону видання і розповсюдження творів:
- що містять агітацію проти Радянської влади;
- що розголошують військову таємницю Республіки;
- що пробуджують суспільну думку шляхом викладення неправдивих відомостей;
- що пробуджують національний і релігійний фанатизм;
- що мають порнографічний характер.

«Положення» про Головліт містило тільки загальні поняття, а прийнята після цього інструкція Головліту місцевим органам показала справжній характер радянської системи цензури. Перелік питань, які мали бути враховані при видачі дозволу на розповсюдження будь-якої літератури та інформації, мав забезпечити:
- недопущення до друку відомостей, що не підлягають розголошенню (у відповідності із затвердженим переліком);
- недопущення до друку статей, які мають ворожий характер щодо Комуністичної партії та радянської влади;
- недопущення всякого роду друкованих творів, через які проводиться ворожа ідеологія в основних питаннях (суспільства, релігії, економіки, національного питання, сфери мистецтва тощо);
- недопущення бульварної преси, порнографії, сумнівної реклами тощо;
- вилучення з статей найбільш гострих місць (фактів, цифр, характеристик), що компрометують радянську владу і Комуністичну партію.

Аналогічні структури були створені і в інших радянських республіках, які підпорядковувалися органам цих республік. З утворенням СРСР вся цензурну діяльність вирішувало союзне керівництво, офіційна точка зору якого була основою цензурних органів республік. Головліт РСФСР, у кінці 1920-их — на початку 1930-их років повністю перебрав на себе функції загальносоюзного органу. Він виступав за створення єдиного централізованого органу цензури при РНК СРСР, оскільки на загальносоюзному рівні цензурою займався Уповноважений РНК СРСР по охороні військових таємниць у друці. Це було здійснено тільки у 1966 році.

## Радянська Україна
Після встановлення більшовицького режиму в Україні цензуру здійснювали органи військової цензури та Всеукраїнська надзвичайна комісія (ВУЧК). Першим централізованим органом цензури в Україні було Всеукраїнське державне видавництво, яке з лютого 1920 року підпорядковувалось ВУЦВК УСРР. Всеукрдержвидав отримував право надавати дозвіл на друкування всієї періодичної преси, видань різних установ і організацій. У травні 1921 року воно було перейменоване на Державне видавництво України (ДВУ) і передано у підпорядкування Наркомату освіти. Йому додатково надали контроль за розповсюдженням друкованої продукції.
Виконуючи вказівки московського керівництва колегія агітпропвідділу ЦК КП(б)У 29 квітня 1922 року вирішує створити при Головполітосвіті Головне управління у справах друку з губернськими відділеннями по місцях. Розпочалася підготовча робота партійних і державних органів для затвердження рішення на Політбюро ЦК КП(б)У. Створений 6 червня 1922 року РНК РСФСР Головліт розглядав територія УСРР як свою юрисдикцію. Так, у Києві, Одесі, Харкові передбачалося відкрити місцеві відділення Головліту РСФСР. Українське керівництво сприйняло це як пряме втручання у справи суверенної республіки. Хоч підпорядкування і не відбулося проте положення про цензуру було взято з російського. 29 серпня 1922 року РНК УСРР створив український цензурний орган — Центрального управління у справах друку (ЦУСД), що входив до структури Народного комісаріату освіти. Спочатку як підрозділ Головного управлінню політичної освіти, а з 3 січня 1923 року — окреме управління. Постановою ВУЦВК і РНК УСРР у квітні 1925 року ЦУСД було перетворене на Головне управління в справах літератури та видавництв УСРР (Укрголовліт). Була створена триступенева систама управління, яка після всіх адміністративних реформ вилилися у створення облітів та райлітів або міськлітів.
Проведена в 1930 році реорганізація всіх республіканських Головлітів надавала їм право на відкриття видавництв і здійснення контролю над ними. Постанова ВЦВК і РНК УСРР «Про затвердження устави про Головне управління в справах літератури та видавництв і його місцеві органи» від 1931 року основним завданням діяльності Головліту визначало: «Здійснювати всі види політично-ідеологічного, воєнного і економічного контролю над призначеними до оголошення або поширення творами друку, рукописами, книжками, плакатами, картинами тощо, а так само над радіомовленням, лекціями, виставками».
На Укрголовліт було покладена заборона видання творів, що містять пропаганду, спрямовану проти радянської влади й диктатури пролетаріату; розголошують державні таємниці; сіють національну ворожнечу; носять порнографічний характер. 19 липня 1931 року спеціальним циркуляром уповноваженим особам Головліту встановлювалася судова відповідальність за дозвіл до друку антирадянських матеріалів і таємних відомостей.
Начальником Головліту УРСР у листопаді 1943 року затвердили Юхима Барланицького. У 1945 році Головліт очолював Михалевський П.І. Начальником Головного управління у справах літератури і видавництв при РМ УРСР з 15 жовтня 1945 до 1953 року був Полонник Костянтин Феодосійович. У 1953 році створено Головне управління по охороні військових і державних таємниць у пресі при РМ УРСР. Начальниками Головного управління працювали Полонник Костянтин Феодосійович (жовтень 1953 — 8 липня 1959); Барланицький Юхим Григорович (в.о., 1959); Поздняков Макар Григорович (24 вересня 1959 — січень 1964); Ковалевський Борис Павлович (червень 1964 — жовтень 1966); Поздняков Макар Григорович (жовтень 1966 — листопад 1978); Солодовник Леонід Дмитрович (20 листопада 1978 — 1992).